# Hans Gygax

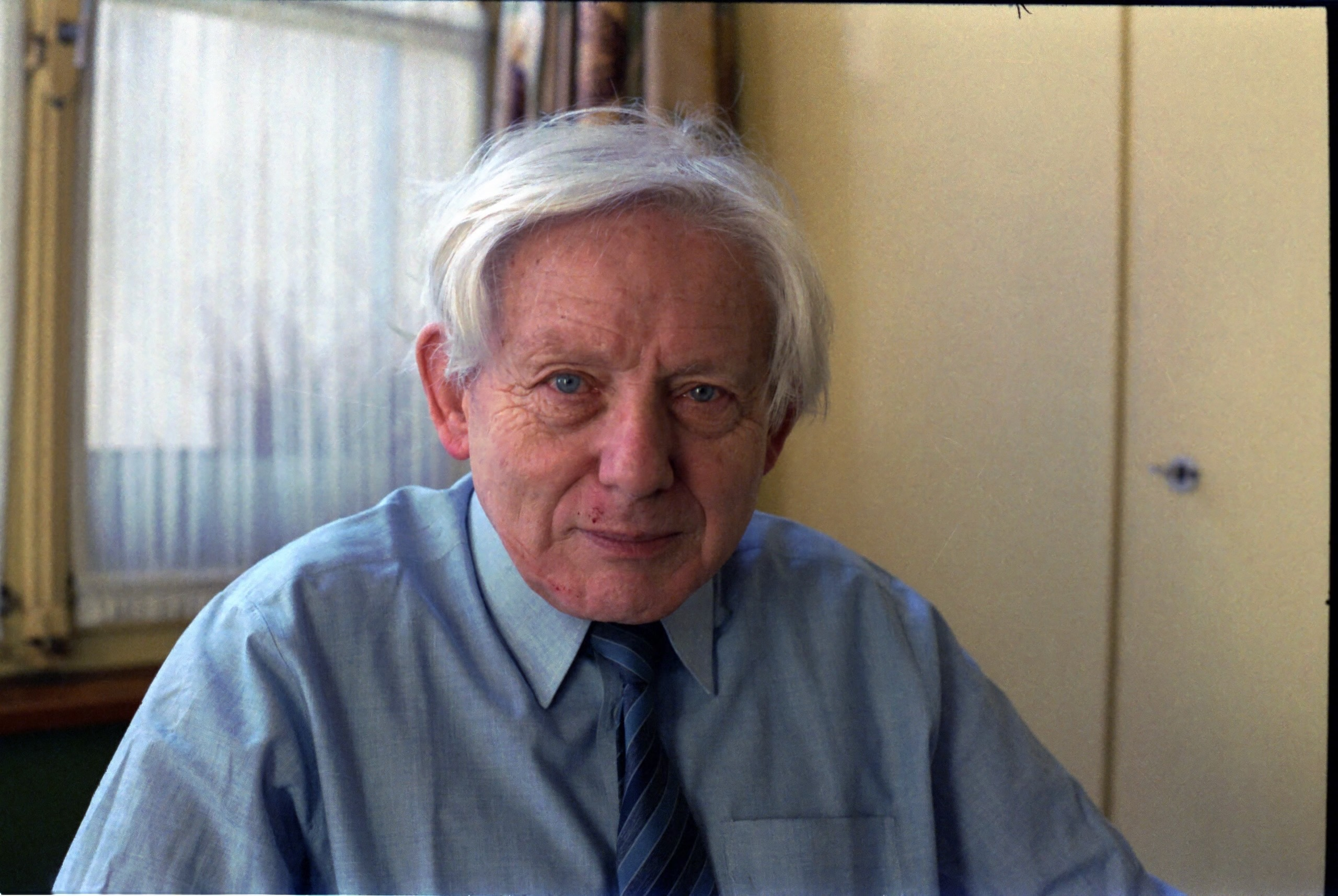
Hans Gygax (1987) in Basel

Hans Theodor Gualtiereo Gygax, auch Gaxi oder Gax genannt (* 23. Oktober 1906 in Cordigoro bei Ferrara; † 11. März 2004 in Basel), war ein Schweizer Literat, Kunsthandwerker, Privatgelehrter und Querdenker. In den 1940er bis 1960er Jahren war er vor allem für den Entwurf des Holzspielzeugs Faxlibutz sowie als Bildhauer in der Produktion von Kleinkunst, Theatermasken und Architekturzier tätig. Er widmete sich im fortgeschrittenen Alter philosophischen Studien im Grenzgebiet zwischen Wissenschaft und Parawissenschaft und publizierte seine enzyklopädischen Werke mit Erfolg.

## Leben
Hans Gygax war das erste Kind des Ingenieurs Walter Gygax und der Flora Wiedenkeller. Nach frühen Kindheitsjahren in der Po-Ebene Norditaliens zog die Mutter 1910 nach Basel, wo die Schwester Gertrud Gygax zur Welt kam. In zweiter Ehe war sie mit dem Spezialarzt für Nerven- und Gemütskrankheiten Karl Graeter verheiratet; ihre Kinder waren die Halbschwestern Verena und Clara Graeter. Ab 1924 lebte die sechsköpfige Familie am Unteren Batterieweg 19, wo Karl Graeter eine kleine Privatklinik namens Kurheim zum Eichhörnli unterhielt.
Hans Gygax litt als junger Erwachsener über mehr als 15 Jahre an Depression und wohnte bis 1946 im elterlichen Haus. Aus einer kurzen Ehe mit der Berlinerin Käthe Bittner ging der Sohn Mathias Gygax (* 27. Mai 1938 – 26. November 2023) hervor. Weitere Lebensstationen führten ihn nach Zürich, Stockholm, Rothenburg und Derendingen. 1973 kehrte er endgültig nach Basel zurück und lebte bei der Familie seiner Nichte Verena Hoffmann, geborene Kloetzer (* 1931), an der Clarastrasse 36 (Foto Hoffmann). In seinem 98. Lebensjahr starb er am 11. März 2004 an den Folgen einer Lungenentzündung in Basel und wurde auf dem Friedhof Hörnli beigesetzt.

## Künstlerisches und literarisches Wirken
Nach dem Abbruch des Gymnasiums absolvierte Gygax zunächst an der Allgemeinen Gewerbeschule Basel (AGS) eine Ausbildung als Holzbildhauer und übernahm in der Region Basel kunsthandwerkliche Auftragsarbeiten. So erhielt er 1928 vom Basler Kunstkredit einen Preis für seinen Wettbewerbsbeitrag zur Brunnengestaltung im Solitude-Park. Er fertigte im Auftrag des Historischen Museums Basel Gipsabgüsse gallischer Bronzen an. 1943/1944 wirkte er in Zusammenarbeit mit dem Basler Grafiker Max Breitschmid (1911–1970) als Maskenbildner bei den erfolgreichen Aufführungen griechischer Klassiker im römischen Theater von Augusta Raurica, im Basler Kunstmuseum und im Freilichttheater auf dem Dietschiberg (LU) mit.
1946 übersiedelte Gygax nach Zürich, wo er 1953 in der Plattenstrasse 50 ein Geschäft für die Herstellung und den Handel von kunsthandwerklichen Gegenständen anmeldete und dort Teil der Zürcher Bohème der fünfziger Jahre wurde. Dort entwickelte er eine besondere Fertigkeit in der Technik der Messingätzung und erweiterte sein Portfolio um grafische Arbeiten. 1950 erschien im Oltener Hauenstein-Verlag das Kinderbuch Die Geschichte vom Affenbüblein Timbo von Marietta Meier mit seinen handkolorierten Holzschnitten. Weitere Stationen stellten Rothenburg 1954 und Derendingen 1960 dar, wo er sich ein Atelier für Messingätzung einrichtete.
Grosser Erfolg war der von Gygax entworfenen Zusammensteckfigur «Faxlibutz» beschieden, zu der er 1962 eine ganze Faxlibutz-Enzyklopädie kreierte. Zunächst durch den Verleger René Simmen (1927–2023) im Buchhandel vertrieben, brachte die nachfolgende Zusammenarbeit mit dem Schweizer Spielzeughersteller Kurt Naef (1926–2006) hier den Durchbruch.
Im Pensionsalter zog Hans Gygax wieder nach Basel und widmete sich neben zeichnerischen Studien intensiv dem Studium philosophischer, parapsychologischer und wissenschaftskritischer Werke. In seinem Kleinbasler Mansarden-Atelier entwickelte er eine eigene Methode der enzyklopädischen Arbeitsweise, bei der er typoskriptartige Textbausteine, graphische Einschübe und bildliche Assoziationsketten zu einem literarisch-künstlerischen Gewebe miteinander verknüpfte. Als 89-Jähriger debütierte Gygax 1994 im Zürcher Verlag Ricco Bilger mit der Weltuntergangsvision Das Weltende in Kürze; zwei Jahre später folgte Homers Odyssee: Die Reise eines Toten zur Wiedergeburt.
Der literarische Nachlass von Hans Gygax befindet sich in der Universitätsbibliothek Basel, die kunsthandwerklichen Arbeiten sind in Familienbesitz und wurden teilweise dem Landesmuseum übergeben.

## Rezeption und Ehrungen
Hans Gygax Publikationen der späten 1990er Jahre fanden ein breites Medienecho und wurden auch im deutschsprachigen Ausland aufgegriffen. 1995 erhielt er den Berner Literaturpreis. Im Jahr 2000 folgte er der Einladung, mit einem literarischen Beitrag an der Berliner Grossausstellung «Sieben Hügel. Bilder und Zeichen des 21. Jahrhunderts» teilzunehmen.

## Werke
- Das Weltende in Kürze: das Überwissenschaftliche als Ärgernis. Verlag Rico Bilger, Zürich 1994.
- Homers Odyssee: die Reise eines Toten zur Wiedergeburt. Verlag Rico Bilger, Zürich 1996.
- Die lustige Faxlibutz-Enzyklopädie: Das neue natur- und kulturhistorische Nachschlagewerk für jung und alt, reich ausgestattet mit lebensnahen Abbildungen von Geiern, Strassenbahnen, Ärzten und dergleichen. Verlag Rico Bilger, Zürich 1996.
- als Hanns Theodor Gygax: Die hölzerne Faxlibutz Enzyklopädie. Rene Simmen, Zürich (Herausgeber). Kurt Naef, Zeiningen (Fabrikation und Vertrieb), 1966.
- Marietta Meier: Die Geschichte vom Affenbüblein Timbo. Mit 17 ganzseitigen handkolorierten Holzschnitten von Hans Gygax. Hauenstein-Verlag, Olten 1950.